# Leonardo Mazzantini
Leonardo Mazzantini (Empoli, 6 settembre 1953) è un ex ciclista su strada italiano, professionista dal 1977 al 1983. In carriera colse tre vittorie in altrettante semiclassiche del panorama italiano; ottenne inoltre anche qualche piazzamento di rilievo come un secondo posto, alle spalle di Giuseppe Saronni, nella seconda tappa del Giro d'Italia 1980 (la Imperia > Torino) e il terzo posto nella generale del Tour de Suisse 1979.

## Palmarès
- 1973 (dilettanti)

Coppa Lanciotto Ballerini
Trofeo Branzi Prato
Trofeo Iacoponi Livorno
- 1975 (dilettanti)

Coppa Martiri Montemaggio San Gimignano
- 1976 (dilettanti)

Coppa Bologna Montallese
Coppa Martiri Montemaggio San Gimignano
Classifica generale Giro del Veneto e delle Dolomiti
1ª tappa Settimana Ciclistica Bergamasca (Fara Gera d'Adda > Fara Gera d'Adda)
- 1979 (Zonca-Santini, una vittoria)

Coppa Sabatini
Gran Premio Montelupo
- 1981 (Famcucine-Campagnolo, una vittoria)

Giro di Campania

## Piazzamenti

### Grandi Giri
- Giro d'Italia

1977: 77º
1978: 28º
1979: 81º
1980: 43º
1981: 47º
1982: 24º

### Classiche monumento
- Milano-Sanremo

1978: 26º
1980: 42º

### Competizioni mondiali
- Campionati del mondo

Valkenburg 1979 - In linea: ritirato